# ابوسعید گورکان

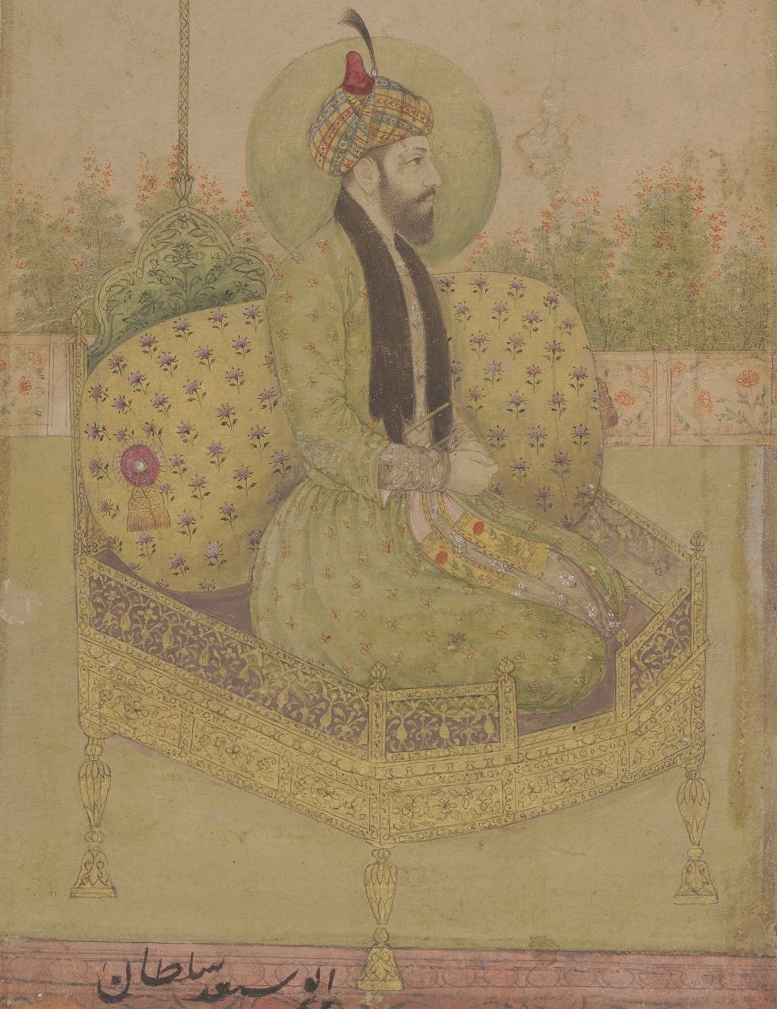

اَبوسَعید بن محمد بن میرانشاه بن تیمور یا اَبوسَعیدِ گورَکان یا میرزا سلطان ابوسعید معروف به سلطان ابوسعید گورکانی (حک ۸۵۴–۸۷۳ ه‍.ق/ ۱۴۵۰–۱۴۶۹ م)، پسر میرزا سلطان محمد، نوه میرزا میرانشاه و نبیره امیر تیمور گورکان بود که بر فرارود یا ماوراءالنهر و خراسان حکم می‌راند. ابوسعید پس از شاهرخ دومین سلطان مقتدر از بازماندگان تیمور است که بر قسمت وسیعی از متصرفات تیمور از حدود مغولستان تا عراق و از فرارود تا سیستان و قندهار حکومت می‌کرد و سلطنت را نه به وراثت بلکه به زور شمشیر به دست آورد. او آخرین پادشاه مقتدر خاندان تیموری در ایران محسوب می‌شود.
ابوسعید پادشاهی توانا و با کفایت بود و خود را از گمنامی به سلطنت رسانید و توانست بر خراسان و فرارود و کابل و فارس و عراق و مازندران مسلط شود. او کسی بود که همواره از فرصت‌ها بهره مناسب می‌گرفت. رفتار او با مردم، نسبتاً عادلانه و خوب توصیف شده‌است. سلطان ابوسعید طرفدار تصوف و اهل عرفان بود و مشایخ صوفیه را گرامی می‌داشت.
ابوسعید ۱۴۲۴م در هرات دیده برجهان گشود از جوانی و ابتدای زندگی او اطلاعات کمی وجود دارد. او شاهزاده‌ای گمنام و پسر میرزا محمدبن میرزا میرانشاه بود و در آغاز، در ملازمت الغ‌بیگ به سر می‌برد. در سال ۸۵۳ ه‍.ق در جنگ میان الغ‌بیگ و پسرش میرزا عبداللطیف به میان طایفهٔ ارغونیان رفت و به کمک آنان سمرقند را محاصره کرد، ولی کاری از پیش نبرد و خود نیز به حبس افتاد. سپس از حبس گریخت و بخارا را به تصرف خود درآورد. پس از بعضی ناکامی‌ها، به شهر یَسی رفت و با کمک ابوالخیرخان (پادشاه اولوس جوجی) شهر سمرقند را تصرف کرد. او همچنین عبدالله میرزا را که حاکم تاشکند و سمرقند بود را شکست داد و حاکم فرارود شد.
در زمان سلطنت ابوالقاسم بابر، همچنان پادشاه سمرقند و فرارود بود و پس از مرگ او در سال ۸۶۱ ه‍.ق هرات و خراسان را تا عراق به تصرف درآورد و فارس و کرمان را نیز فتح کرد.
در میان کشمکش‌های خاندان تیموری برای تصاحب قدرت، سلطان ابوسعید در ۸۶۳ ه‍.ق پس از غلبه بر لشکریان مشترک علاءالدوله و ابراهیم سلطان و سنجر میرزا (نوهٔ عمرشیخ) توانست مستقلاً بر خراسان حکومت کند و با مرگِ این مدعیانِ حکومت، سلطان ابوسعید از این رقیبان آسوده‌خاطر شد و تا مدت‌ها از بازماندگان خاندان تیموری، کسی قدرت مقابله با او را نداشت.
با کشته شدن جهانشاه به دست سپاهیان اوزون حسن آق‌قویونلو، اقتدار سلطان ابوسعید با خطری جدّی مواجه شد. اوزون حسن، یادگارمحمد (نوهٔ بایسنقر میرزا) را اسماً در آذربایجان بر تخت نشانده بود و خود به نام او حکومت می‌کرد. سلطان ابوسعید در ۸۷۲ ه‍.ق با لشکریان بسیار و امید دریافت کمک از شروانشاه (فرخ یسار)، به آذربایجان لشکر کشید، سپاهیان وی به سبب سرمای زودرس دچار بی‌آذوقگی گردیدند و پراکنده شدند و به سبب این خیانت، ابوسعید اسیر اوزون حسن گردید و در ۸۷۳ ه‍.ق کشته شد. لشکرکشی به آذربایجان را تنها اشتباه او می‌دانند.
با مرگ سلطان ابوسعید و پایان حکومت هجده‌سالهٔ او و نیز با قدرت گرفتن اوزون حسن در غرب ایران و عراق عجم، خاندان تیموری با سرعت بیشتری رو به زوال رفت. از سلطان ابوسعید ده پسر باقی ماند اما هیچ‌کدام اقتدار او را نداشتند.